# Richard Staimer
Richard Staimer, né à Munich le 25 janvier 1907 et mort à Berlin le 24 octobre 1982, est un militant et politicien communiste allemand, qui a été officier des Brigades internationales en Espagne pendant la Guerre civile espagnole.
Son nom a été souvent déformé en « Staimler », et il a eu pour pseudonymes « major Staimer » et « général Hoffmann ».

## Jeunesse
Fils d'un maçon, Richard Staimer apprend le métier de carreleur, et s'inscrit à la Ligue des jeunes communistes d'Allemagne (KJVD) en 1922, puis au KPD. Au début des années 1930, il adhère à plusieurs formations communistes : Rote Hilfe (« Soutien Rouge »), RGO (« Opposition Rouge »), RFB (« Front de Lutte Rouge » d'Ernst Thälmann). Il entre au Comité Central du parti, et part en formation dans une école de cadets à Moscou.
Il revient ensuite en Bavière, est gauleiter du RFB pour la Bavière du nord. Mais les Nazis prennent le pouvoir et en février 1933 le parti communiste est déclaré illégal en Allemagne. Staimer doit fuir en URSS ; il suit des cours à l'Université Julian-Marchlewski.

## En Espagne
Quand la guerre civile en Espagne éclate (18 juillet 1936), Staimer s'enrôle dans les Brigades internationales, et est nommé à la tête du Bataillon Thalmann, formé essentiellement d'Allemands communistes. Staimer est par la suite (à l'automne 1937, et sous le pseudonyme de « général Richard Hoffmann ») nommé à la tête de la XIe Brigade Internationale, puis remplacé par Heinrich Rau.
Lorsque Hans Beimler, le commissaire politique du bataillon Thalmann, parti en reconnaissance pendant la bataille de Madrid, est tué (le 1er décembre 1936), Staimer l'accompagnait. Staimer qui, lui, a échappé à la mort, devient « major » en janvier 1938. Il est ensuite rappelé en URSS.

## URSS et Europe
Il retourne ensuite en URSS alors que les Grandes Purges y ont lieu. Mais il peut ensuite quitter Moscou et part travailler en Europe de l'Ouest à partir de février 1939. Il est à Paris, puis en Suisse, où il soutient le PC qui a été déclaré illégal. Staimer est arrêté en décembre 1939, puis relâché. Il sera ensuite arrêté plusieurs fois, interné en camp de travail, hospitalisé, et relâché, bien que figurant sur la liste des communistes recherchés par la Gestapo.
En juillet 1941, Staimer parvient à passer en Italie, et, comme il a acquis la citoyenneté soviétique, il est admis comme employé au sein de l'ambassade d'URSS à Rome. Il revient en URSS, est envoyé en août 1941 en stage dans une école à Kushnarenkovo pour un « entrainement spécial ». Il en est chassé pour « défaut de discrétion et faiblesses personnelles ».
Sa sanction sera d'être muté dans le BTP à Oufa (en Bachkirie), puis il revient en grâce, est instructeur dans un camp de prisonniers de guerre pour officiers, à Ielabouga (Tatarstan). Mais le NKVD le renvoie à Oufa en 1943.

## En RDA: honneurs, mort
Staimer, nommé d’abord commissaire de police dans le quartier berlinois de Prenzlauer Berg, devient inspecteur en chef à Potsdam en 1950. Il fait partie du bureau du SED dès 1946 et épouse Eleonore Pieck (fille du président de la République Wilhelm Pieck) en 1947 (ils divorceront en 1954).
Après un stage à l’école de Priwolsk en URSS (1950-51), Staimer devient inspecteur principal de la Volkspolizei. Il quitte les « Bewaffnete Organe der DDR » en 1954, et devient directeur général adjoint de la Deutsche Reichsbahn. Il est ensuite nommé vice-ministre des Transports.
Par ailleurs, de 1955 à 1963, Staimer a été président de la GST (Gesellschaft für Sport und Technik (en), « Association pour le Sport et la Technique »), organisation de masse paramilitaire qui encadrait la majorité des jeunes allemands de l’Est. En 1955, il est membre du CC de la FDJ (Freie Deutsche Jugend). Il a été aussi, jusqu'en 1965, membre du Conseil national du Front national de la République démocratique allemande.
En 1960, Staimer est nommé major général de réserve. Il est ensuite (en 63) nommé à la tête de la formation militaire au ministère de l'Enseignement supérieur et technique.
En 1967, il reçoit le VVO (Vaterländischer Verdienstorden, ordre du Mérite patriotique), médaille d’or, et en 1977 l’ordre de Karl-Marx. Il avait reçu en 1956 la médaille Hans Beimler.
Fin 1969, Staimer prend sa retraite. Sa tombe se trouve au cimetière central de Friedrichsfelde à Berlin, dans le carré Pergolenweg, au Mémorial des socialistes,

## Vie privée
De 1947 à 1954, il est marié à la diplomate Eleonore Staimer.

## Staimer vu par Ernest Hemingway
( voir l'article Mikhaïl Koltsov, chapitre « Koltsov vu par Ernest Hemingway » )
Dans Pour qui sonne le glas (chapitre 32), Ernest Hemingway décrit une réception donnée par Maria Osten et Mikhaïl Koltsov dans leur suite de l'hôtel Gaylord à Madrid, pendant la nuit du 29 au 30 mai 1937. L'offensive de Ségovie va avoir lieu dans quelques heures. Tout le monde en parle sans retenue, et Koltsov apprend qu'un officier supérieur des Brigades Internationales, prénommé Richard, a répandu la nouvelle. Koltsov parle ensuite avec un général des B.I., un hongrois, qui est lui aussi furieux de l'indiscrétion de «  ce Richard, cet intrigant, ce….. d'Allemand. Celui qui a donné le commandement d'une brigade à ce mauvais baiseur du dimanche devrait être fusillé. ».

## Staimer vu par leDer Spiegel
En face de la photo de Staimer en grand uniforme de chef de la Volkspolizei, l'article du Der Spiegel du 21 juillet 1949 résume sur un ton sardonique l'ascension de Staimer, et le rédacteur souligne plusieurs fois qu'il n'était qu'un ancien carreleur, qui a eu la chance d'épouser Eleonore Pieck, la fille du président (Eleonore, « qu'il fallait impérativement marier après son escapade avec un sergent-chauffeur de l'Armée rouge ») :
« Staimer était un pauvre hère, à qui l'incendie qui détruisit les fichiers du Commissariat central de Munich à la fin de la IIe Guerre mondiale a bien rendu service... Après l'arrivée de Hitler au pouvoir, il passe les Pyrénées, et, après la défense de Madrid, grâce à l'appui du général rouge Franz Dahlem, d'André Marty et de Luigi Gallo, il est nommé chef du bataillon Ernst Thälmann. Après la victoire de Franco, le beau-fils de Pieck vagabonda illégalement en France et en Suisse, deux pays où il fut emprisonné environ un an et demi comme étranger indésirable (les années de prison comptent double dans le CV d'un cadre bolchevique). En 1946, Staimer, dans le sillage de son beau-frère Arthur Pieck, est nommé inspecteur de police à Berlin-Est. Il a rencontré Lo Pieck à Prenzlauer Berg et la fréquente. Cette relation était avantageuse pour le carreleur rouge, au milieu du trust des anciens officiers communistes du Nationalkomitee Freies Deutschland recyclés au Palais de Verre (palais présidentiel de Schönhausen)... Staimer est nommé chef de la police du Brandebourg, à Potsdam... En grand uniforme blanc de général, Richard le carreleur commande aujourd'hui à plus de 38 000 policiers. Depuis qu'il est entré par le mariage au havre gardé par la dynastie Pieck, il n'a plus besoin de courir la campagne à la recherche de pommes de terre. Mme Lo est sa locomotive. Et les oies grasses lui sont livrées gratuitement. Sans d'ailleurs qu'il grossisse... ».

## Iconographie
Des photographies de Staimer sont visibles sur :
- https://www.europeana.eu/portal/record/09407a/720C704D343C9F767EBC4B398B4621B639BD8A99.html : : une photo de Staimer en Espagne, entre Heinrich Rau (tête nue) et Kurt Frank.
- http://www.spiegel.de/spiegel/print/d-44437527.html. Dans le Der Spiegel du 21 juillet 1949 : un portrait de Staimer en grand uniforme de dignitaire de la Stasi.

## Sources
- (de) Cet article est partiellement ou en totalité issu de l’article de Wikipédia en allemand intitulé « Richard Staimer » (voir la liste des auteurs).

- (es) Cet article est partiellement ou en totalité issu de l’article de Wikipédia en espagnol intitulé « Richard Staimer » (voir la liste des auteurs).